# SNCAC NC.410
Le SNCAC NC.410 était un hydravion à flotteurs bimoteur, conçu en France par la Société nationale des constructions aéronautiques du Centre (SNCAC) à la fin des années 1930 dans le rôle de bombardier-torpilleur. C'était l'un des nombreux prototypes en compétition pour une spécification de la Marine nationale. Après que cette dernière ait perdu tout intérêt pour ce type d'avions, finalement aucun contrat n'a été attribué.